# Sverd i fjell
Sverd i fjell eller på dansk Sværd i bjerget er et monument inderst i Hafrsfjord i Stavanger kommune. Monumentet er lavet af billedhuggeren Fritz Røed fra Bryne og blev afsløret af Kong Olav i 1983. De tre store sværd er sat ned i klippen til minde om Slaget i Hafrsfjord i 872, hvor Harald Hårfagre samlede Norge til et rige.
Det største sværd repræsenterer den sejrende konge, mens de to andre symboliserer de tabende småkonger. Mindesmærket er også et fredssymbol – sværdene er sat ned i bjerget for aldrig at skulle bruges igen.[kilde mangler]